# Heinz Huppertz
Heinz Huppertz (Krefeld, 28 maart 1902 - Berlijn, 17 augustus 1972) was een Duitse musicus in de jazz- en amusementsmuziek. Hij speelde viool en piano en was orkestleider.
Na muzikale, academische opleidingen in Krefeld en Keulen richtte hij eind jaren 20 een dansorkest op, dat in dansgelegenheden in Berlijn speelde. In 1932 werd het het huisorkest van de Rio Rita Bar. Vanaf die tijd nam hij met het orkest meerdere platen op, waaronder platen met de Metropol-Vokalisten. Na de oorlog zette hij zijn loopbaan voort en trad hij op met zijn groep op  bals en tijdens sportevenementen.

## Bron
- Jürgen Wölfer Jazz in Deutschland – Das Lexikon. Alle Musiker und Plattenfirmen von 1920 bis heute. Hannibal Verlag: Höfen 2008, ISBN 978-3-85445-274-4